# 五東弘昭
五東 弘昭（ごとう ひろあき、1981年 - )は、日本の化学者。横浜国立大学工学研究院准教授。博士（工学）（東京理科大学、2009年）

## 主な略歴
学歴
- 2004年3月 東京理科大学工学部第一部工業化学科 卒業
- 2006年3月 東京理科大学大学院工学研究科工業化学専攻 博士前期課程修了
- 2009年3月 東京理科大学大学院工学研究科工業化学専攻 博士後期課程修了

職歴
- 2009年
  - 4月 東京理科大学工学研究科工業化学専攻 博士研究員
  - 5月 スクリプス研究所 助手
- 2011年6月 スクリプス研究所 助教
- 2012年4月 横浜国立大学工学研究院 助教
- 2013年4月 横浜国立大学工学研究院 准教授

## 主な所属学会
- 日本化学会
- 有機合成化学協会
- 日本放射線化学会
- 日本環境化学会
- アメリカ化学会など